# Мунанкилампи
Мунанкилампи — пресноводное озеро на территории Костомукшского городского округа Республики Карелии.

## Общие сведения
Площадь озера — 1 км². Располагается на высоте 147,6 метров над уровнем моря.
Форма озера треугольная. Берега преимущественно заболоченные.
С южной стороны озера вытекает безымянный водоток, впадающий в Кимасозеро, через которое протекает река Ногеусйоки. Последняя впадает в озеро Нюк, из которого берёт начало река Растас, впадающая в реку Чирко-Кемь.
Код объекта в государственном водном реестре — 02020000911102000005568.